# Endurance Ridge
Koordinaten: 62° 30′ S, 40° 0′ W
Endurance Ridge ist ein unterseeischer Gebirgskamm im antarktischen Weddell-Meer. Er verläuft südöstlich des Archipels der Südlichen Orkneyinseln.
Die Benennung dieser Tiefseeformation wurde im Juni 1987 durch das US-amerikanische Advisory Committee on Undersea Features (ACUF) bestätigt. Namensgeber ist die Endurance, Forschungsschiff des britischen Polarforschers Ernest Shackleton bei der Endurance-Expedition (1914–1917).